# Erzeparchie Baalbek
Die Erzeparchie Baalbek (lateinisch Archieparchia Heliopolitana Graecorum Melkitarum; arabisch أبرشية بعلبك للروم الملكيين الكاثوليك, DMG Abrašīyat Baʿlabakk li-r-Rūm al-Malakīyīn al-Kāṯūlīk) ist eine im Libanon gelegene Erzeparchie der melkitischen griechisch-katholischen Kirche mit Sitz in Baalbek.

## Geschichte
1701 wurde die Eparchie Baalbek errichtet. Sie war der Erzeparchie Damaskus als Suffragandiözese unterstellt. Am 18. November 1964 wurde die Eparchie Baalbek durch Papst Paul VI. zur Erzeparchie erhoben.

## Ordinarien

### Bischöfe der Eparchie Baalbek
- Clément Moutran, 1810–1827
- Basilio Nasser, 1869–1885
- Germanos Mouakkad, 1886–1894
- Agapitos Malouf, 1896–1922
- Melezio Abou-Assaleh, 1922–1937
- Joseph Malouf SMSP, 1937–1964

### Erzbischöfe der Erzeparchie Baalbek
- Joseph Malouf SMSP, 1964–1968
- Elias Zoghbi, 1968–1988
- Cyrille Salim Bustros SMSP, 1988–2004, dann Erzbischof der Eparchie Newton
- Elias Rahal SMSP, 2004–2025
- Makhoul Farha OCD, seit 2025